# My Aim Is True
My Aim Is True es el álbum debut del músico británico Elvis Costello, originalmente publicado el 22 de julio de 1977 en el Reino Unido a través de Stiff Records. Las sesiones de grabación del álbum se llevaron a cabo en los estudios Pathway en Islington, Londres desde finales de 1976 hasta principios de 1977, en el transcurso de seis sesiones de estudio de cuatro horas, con un total de aproximadamente veinticuatro horas. Producido por Nick Lowe, la banda de apoyo estaba conformado por los miembros de Clover, una banda estadounidense de country rock, quienes no estaban acreditados en el lanzamiento original debido a dificultades contractuales.
Mientras actuaba como D.P. Costello, Jake Riviera, cofundador de Stiff Records, decidió cambiarle el nombre a Elvis en honor a Elvis Presley y ajustó su imagen para que coincidiera con el entonces creciente movimiento punk. La música en My Aim Is True está influenciada por una amplia variedad de géneros, desde punk, new wave y pub rock británico hasta elementos de rock and roll, R&B y rockabilly de la década de 1950. La portada monocromática original, la cual muestra a Costello en una postura con el pie torcido hacia adentro, se coloreó más tarde para las reediciones.
El álbum fue precedido por el lanzamiento de tres sencillos cada uno de los cuales no llegó a las listas. En junio de 1977, Costello formó una nueva banda de acompañamiento permanente, the Attractions, para adaptarse mejor a su nueva imagen y comenzó a tocar en vivo con ellos durante el resto del año. Poco después de la muerte de Presley en agosto, My Aim Is True alcanzó el puesto #14 en la lista de álbumes del Reino Unido. La versión estadounidense, publicada en noviembre de 1977 a través de Columbia Records, añadió el sencillo más reciente de Costello, «Watching the Detectives» como canción de cierre.
En el lanzamiento, My Aim Is True fue recibido con elogios de la crítica, muchos elogiando la maestría musical y la composición de Costello; apareció en varias listas de fin de año. En décadas posteriores, los comentaristas lo consideran uno de los mejores trabajos de Costello, uno de los mejores álbumes debut en la historia de la música y ha aparecido en numerosas listas de lo mejor. El álbum fue reeditado en 1993 y 2001, ambos con extensas notas de álbum escritas por el mismo Costello, y en 2007 como una edición de lujo.

## Antecedentes
Elvis Costello – bajo su nombre real Declan MacManus, había estado actuando en clubes y pubs de Liverpool y Londres desde 1970 y había creado algunas cintas de demostración, pero tuvo poco éxito en obtener un contrato de grabación. Una cinta que envió a las compañías discográficas contenía «Blame It On Cain» y «Mystery Dance», las cuales grabaría correctamente para My Aim Is True. Más tarde, él le dijo a Melody Maker que “no tenía suficiente dinero para hacer nada con una banda”. De acuerdo al autor Graeme Thomson, el DJ británico Charlie Gillett tocó canciones de las cintas en su programa durante el verano de 1976. La exposición atrajo el interés de las discográficas, aunque fue rechazado por Island Records, Virgin Records y CBS Records.
Cuando Stiff Records se fundó en 1976, MacManus, ahora actuando como D.P. Costello en honor a su bisabuela, presentó sus demos allí en agosto y encontró cierto interés del cofundador del sello, Dave Robinson. Costello originalmente le había enviado una cinta de demostración a Robinson con un nombre diferente y lo rechazó; más tarde mencionó: “Cuando le envié las cintas a Stiff, no se dio cuenta de que era la misma persona que había hecho la cinta anterior.. Resultó que ya tenía más de una hora de mí en la cinta y el no lo sabía”. Stiff inicialmente quería a Costello como compositor de Dave Edmunds, quien fue gestionado por el cofundador del sello Jake Riviera. Después de recibir más cintas de demostración, Riviera le ofreció a Costello un contrato discográfico como intérprete. Fue el primer artista que firmó con Stiff Records, pero fue el undécimo lanzamiento del sello. El contrato incluía una grabación por anticipado de £150, un amplificador y un magnetófono.

## Legado
En las listas que clasifican los álbumes de Costello de peor a mejor, My Aim Is True se ha clasificado constantemente como uno de los mejores de Costello. En 2021, el sitio web Stereogum lo colocó en la posición #6. Un año después, escribiendo para la revista Spin, Al Shipley lo colocó en el número dos, detrás de This Year's Model, afirmando que si no hubiera hecho otro disco después de My Aim Is True, “seguiría siendo una leyenda”. El mismo año, Michael Gallucci de Ultimate Classic Rock también lo colocó en el puesto #2, detrás de This Year's Model.
El 8 de noviembre de 2007, Costello se reunió con los miembros de Clover para interpretar las canciones de My Aim Is True. Esto marcó la primera interpretación en vivo de estas canciones por parte del agrupación original que las grabó. El evento tuvo lugar en el Great American Music Hall en San Francisco y fue en beneficio al Fondo Especial de Vivienda Richard de Lone, que ayuda a las personas con síndrome de Prader-Willi.

## Lista de canciones
Todas las canciones escritas y compuestas por Elvis Costello.
Lado uno
1. «Welcome to the Working Week» – 1:23
2. «Miracle Man» – 3:31
3. «No Dancing» – 2:40
4. «Blame It on Cain» – 2:49
5. «Alison» – 3:24
6. «Sneaky Feelings» – 2:11

Lado dos
1. «(The Angels Wanna Wear My) Red Shoes» – 2:47
2. «Less Than Zero» – 3:18
3. «Mystery Dance» – 1:35
4. «Pay It Back» – 2:32
5. «I'm Not Angry» – 2:59
6. «Waiting for the End of the World» – 3:22

## Créditos
Créditos adaptados desde las notas del álbum.
Músicos
- Elvis Costello – voz principal y coros, guitarra, piano, baqueta (9)
- John McFee – guitarra líder, guitarra de acero con pedal, coros
- Sean Hopper – piano, órgano, coros
- Johnny Ciambotti – bajo eléctrico, coros
- Mickey Shine – batería
- Stan Shaw – órgano (8)
- Nick Lowe – coros, piano, baqueta, bajo eléctrico (9)
- Andrew Bodnar – bajo eléctrico (13)
- Steve Goulding – batería (13)
- Steve Nieve – órgano, piano (13)

Personal técnico
- Nick Lowe – productor
- Barry "Bazza" Farmer – ingeniero de audio
- Wendy Sherman – diseño de portada

## Posicionamiento

### Gráfica semanal
| Gráficas (1977–78)                                  | Pico de posición |
| --------------------------------------------------- | ---------------- |
| Australia (Kent Music Report)                       | 25               |
| Canadá (RPM Top Albums)                             | 24               |
| Nueva Zelanda (RIANZ)                               | 32               |
| Suecia (Sverigetopplistan)                          | 14               |
| Reino Unido (UK Albums Chart)                       | 14               |
| Estados Unidos (Billboard Billboard Top LPs & Tape) | 32               |

### Gráfica de fin de año
| Gráficas (1978)                                     | Pico de posición |
| --------------------------------------------------- | ---------------- |
| Estados Unidos (Billboard Billboard Top LPs & Tape) | 64               |

## Certificaciones y ventas
| País                  | Certificación | Ventas     |
| --------------------- | ------------- | ---------- |
| Canadá (Music Canada) | Oro           | 50,000^    |
| Reino Unido (BPI)     | Plata         | 60,000^    |
| Estados Unidos (RIAA) | Platino       | 1,000,000^ |